# بالاشوف
بالاشوف (بالروسية: Балашов) هي إحدى مدن روسيا في الكيان الفدرالي الروسي ساراتوف أوبلاست.

## المناخ
يظهر الجدول التالي التغييرات المناخية على مدار السنة لبالاشوف:
| البيانات المناخية لـبالاشوف       | البيانات المناخية لـبالاشوف | البيانات المناخية لـبالاشوف | البيانات المناخية لـبالاشوف | البيانات المناخية لـبالاشوف | البيانات المناخية لـبالاشوف | البيانات المناخية لـبالاشوف | البيانات المناخية لـبالاشوف | البيانات المناخية لـبالاشوف | البيانات المناخية لـبالاشوف | البيانات المناخية لـبالاشوف | البيانات المناخية لـبالاشوف | البيانات المناخية لـبالاشوف | البيانات المناخية لـبالاشوف |
| الشهر                             | يناير                       | فبراير                      | مارس                        | أبريل                       | مايو                        | يونيو                       | يوليو                       | أغسطس                       | سبتمبر                      | أكتوبر                      | نوفمبر                      | ديسمبر                      | المعدل السنوي               |
| --------------------------------- | --------------------------- | --------------------------- | --------------------------- | --------------------------- | --------------------------- | --------------------------- | --------------------------- | --------------------------- | --------------------------- | --------------------------- | --------------------------- | --------------------------- | --------------------------- |
| الدرجة القصوى °م (°ف)             | 7 (45)                      | 8 (46)                      | 19 (66)                     | 31 (88)                     | 34 (93)                     | 39 (102)                    | 40 (104)                    | 39 (102)                    | 34 (93)                     | 26 (79)                     | 18 (64)                     | 10 (50)                     | 40 (104)                    |
| متوسط درجة الحرارة الكبرى °م (°ف) | −4.5 (23.9)                 | −4.5 (23.9)                 | 0.7 (33.3)                  | 12.1 (53.8)                 | 20.4 (68.7)                 | 24.7 (76.5)                 | 26.7 (80.1)                 | 25.0 (77.0)                 | 18.4 (65.1)                 | 10.1 (50.2)                 | 0.8 (33.4)                  | −4.0 (24.8)                 | 10.6 (51.1)                 |
| المتوسط اليومي °م (°ف)            | −7.9 (17.8)                 | −8.3 (17.1)                 | −3.0 (26.6)                 | 7.9 (46.2)                  | 15.9 (60.6)                 | 20.4 (68.7)                 | 22.7 (72.9)                 | 21.1 (70.0)                 | 14.9 (58.8)                 | 7.0 (44.6)                  | −1.7 (28.9)                 | −7.2 (19.0)                 | 6.9 (44.4)                  |
| متوسط درجة الحرارة الصغرى °م (°ف) | −11.5 (11.3)                | −12.4 (9.7)                 | −6.9 (19.6)                 | 3.3 (37.9)                  | 10.4 (50.7)                 | 15.1 (59.2)                 | 17.7 (63.9)                 | 16.4 (61.5)                 | 10.7 (51.3)                 | 4.0 (39.2)                  | −4.1 (24.6)                 | −10.6 (12.9)                | 2.8 (37.0)                  |
| أدنى درجة حرارة °م (°ف)           | −38 (−36)                   | −36 (−33)                   | −33 (−27)                   | −17 (1)                     | −6 (21)                     | 0 (32)                      | 5 (41)                      | 2 (36)                      | −6 (21)                     | −15 (5)                     | −27 (−17)                   | −34 (−29)                   | −38 (−36)                   |
| الهطول مم (إنش)                   | 41 (1.6)                    | 31 (1.2)                    | 29 (1.1)                    | 33 (1.3)                    | 37 (1.5)                    | 63 (2.5)                    | 64 (2.5)                    | 44 (1.7)                    | 49 (1.9)                    | 39 (1.5)                    | 48 (1.9)                    | 47 (1.9)                    | 525 (20.7)                  |
| متوسط أيام هطول الأمطار           | 14                          | 9                           | 8                           | 6                           | 8                           | 8                           | 10                          | 6                           | 8                           | 7                           | 12                          | 15                          | 111                         |
| متوسط الأيام الممطرة              | 1                           | 2                           | 2                           | 4                           | 8                           | 8                           | 10                          | 6                           | 8                           | 6                           | 5                           | 3                           | 63                          |
| متوسط الأيام المثلجة              | 13                          | 8                           | 6                           | 2                           | 0                           | 0                           | 0                           | 0                           | 0                           | 2                           | 7                           | 13                          | 51                          |
| المصدر #1: Saratov-meteo.ru       |                             |                             |                             |                             |                             |                             |                             |                             |                             |                             |                             |                             |                             |
| المصدر #2: Weatherbase            |                             |                             |                             |                             |                             |                             |                             |                             |                             |                             |                             |                             |                             |

## أعلام
- يفغيني لوباتين
- أناطولي فلاسوف
- دينيس باريشنيكوف